# Maximilian König
Maximilian König (* 15. Januar 2005) ist ein deutscher Volleyballspieler.

## Karriere
König begann seine Karriere beim SVC Nordhausen. Von 2021 bis 2024 spielte er beim Volleyball-Internat Frankfurt in der Dritten Liga Süd. Parallel dazu war der Mittelblocker mit dem VC Olympia Berlin in den Saisons 2022/23 und 2024/25 in der ersten Liga aktiv. Dazwischen trat er 2023/24 mit dem TuS Kriftel in der Zweiten Liga Süd an. Außerdem trat er mit den deutschen Junioren der U16, U18 und U20 bei Europameisterschaften an. 2025 wurde König vom Erstligisten Baden Volleys SSC Karlsruhe verpflichtet.